# Someday (I Will Understand)
«Someday (I Will Understand)» —en español: «Algún día (entenderé)»— es una balada de estilo soft rock interpretada por la cantante estadounidense Britney Spears. Incluida originalmente en el EP de pistas adicionales del DVD Britney & Kevin: Chaotic (2005). La cantante compuso el tema dos semanas antes de enterarse de que estaba embarazada de su primer hijo, mientras que el británico Guy Sigsworth lo produjo en medio de una experiencia que representó su segundo trabajo con Spears, después de la balada «Everytime» de In the Zone (2003). Su letra se basa en la sensación de empoderamiento de una mujer embarazada. Entre agosto y septiembre de 2005, Jive Records lo lanzó como sencillo en Japón y en buena parte de Europa, tiempo después de que Spears anunciara su compromiso con el bailarín Kevin Federline y su decisión de tomarse un descanso para formar una familia. En el mismo año el sello incluyó la versión Hi-Bias Signature Radio Remix en el álbum de remezclas B in the Mix: The Remixes, mientras que en 2009 incorporó la balada en la edición más completa del álbum de grandes éxitos The Singles Collection.
Aunque los críticos le dieron una recepción diversa, el sencillo figuró entre los diez primeros éxitos semanales en mercados como Dinamarca, Suecia y Suiza, y entre los veinte primeros en otros como Bélgica, Finlandia y Noruega. Hasta agosto de 2010, vendió 60 000 descargas en los Estados Unidos, pese a que no se lanzó en el país. Su video musical lo dirigió Michael Haussman y lo estrenó UPN, tras el último episodio de la telerrealidad Britney & Kevin: Chaotic. Sus escenas se editaron completamente en blanco y negro, mostraron a Spears embarazada y retrataron su camino a la maternidad. Los críticos lo catalogaron como una desviación de sus videos anteriores y lo compararon a la conversión Cábala de Madonna. Por su parte, Spears nunca ha presentado la balada.

## Antecedentes
En julio de 2004, Spears anunció su compromiso con el bailarín estadounidense Kevin Federline, a quien conoció en el margen de la gira The Onyx Hotel Tour (2004). Los medios de comunicación cubrieron altamente el romance, pues Federline se había separado de la actriz Shar Jackson, quien entonces se encontraba embarazada de su segundo hijo. Aunque el 18 de septiembre de 2004 se celebró una ceremonia de boda, Spears y Federline no estuvieron legalmente casados hasta el 6 de octubre de aquel año, dado que hubo un retraso al concretar el acuerdo prenupcial. En el mismo mes, la cantante anunció que se tomaría un descanso en su carrera para formar una familia. Posteriormente, entre mayo y junio de 2005, UPN transmitió la telerrealidad Britney & Kevin: Chaotic, la que mostró los inicios de la relación. Aún después, el 14 de septiembre de aquel año, la artista dio a luz a su primer hijo, Sean Preston Federline.

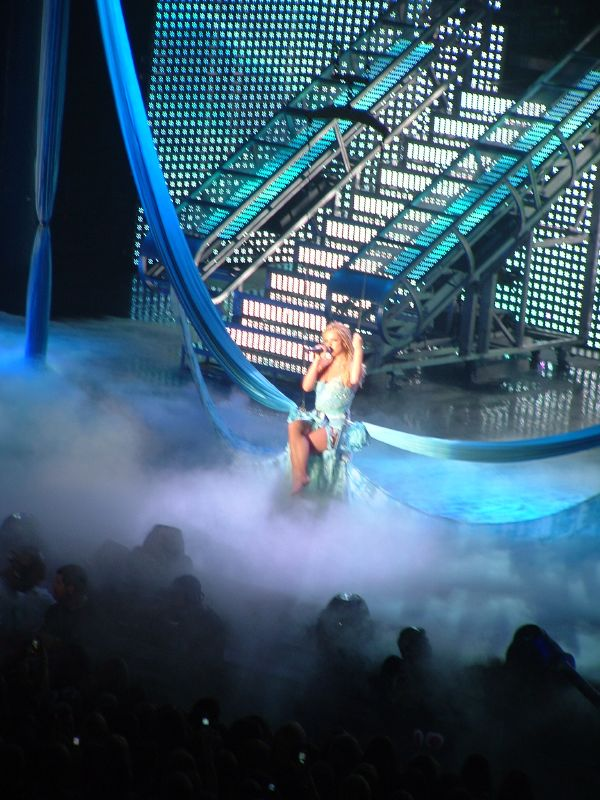
Spears durante el número de la balada «Shadow» de In the Zone (2003), en la gira The Onyx Hotel Tour (2004), en cuyo margen conoció al padre de sus dos hijos, Kevin Federline.

Dos semanas antes de enterarse de que estaba embarazada, Spears compuso la balada «Someday (I Will Understand)» en el piano de su casa, en Los Ángeles. Al respecto, explicó: «Fue como una profecía... cuando estás embarazada, tienes poder». La letra se basa en la sensación de empoderamiento de una mujer embarazada, cita a Dios e incorpora líneas como: «Nothing seems to be the way that it used to. Everything seems shallow» —«Nada parece ser del modo que solía ser. Todo parece superficial»—. El británico Guy Sigsworth produjo la canción, años después de trabajar con la artista en la balada «Everytime» de In the Zone (2003). La cantante la grabó en los Conway Studios, en Los Ángeles, y Kate Havnevik grabó los coros en la Frou Frou Central, en Londres. Spears interpretó el piano y Sigsworth todos los demás instrumentos. Sean McGhee programó la pista y mezcló la música y las voces. En agosto de 2005, Jive Records la lanzó como único sencillo de Britney & Kevin: Chaotic. En el mismo periodo se creó la versión Hi-Bias Signature Radio Remix, la que en noviembre de aquel año se incluyó en el primer álbum de remezclas de la cantante, B in the Mix: The Remixes.

## Recepción crítica
| «Britney ahora canta sobre el esposo o el hijo. Lo sentimos, gente. Es un día triste para los psicópatas estadounidenses de mediana edad. Para todos los demás, estas canciones adicionales fomentan la tendencia al alza de Spears en golpes totales de producción y en una canalización misteriosa casi al estilo de Prince.» —Mike McGuirk de Rhapsody escribió en su reseña a Britney & Kevin: Chaotic (2005), aludiendo a «Someday (I Will Understand)», en una de las pocas revisiones favorables que recibió. |

«Someday (I Will Understand)» contó con una recepción crítica variada. Por un lado, Becky Bain de Idolator sostuvo: «Britney se vuelve más genuina en esta oda a su bebé que está por nacer»; y un editor de Chicago Tribune señaló que es, «más o menos, una lección de la historia de Spears». Por otro, Barry Walters de Rolling Stone lo llamó «un sencillo fiasco, monstruosamente cursi»; y Gil Kaufman de MTV lo catalogó como «una balada terrible con un video en blanco y negro que comenzó el descenso de Britney a la locura».
La remezcla Hi-Bias Signature Radio Remix también contó con una recepción crítica variada. En su reseña a B in the Mix: The Remixes (2005), Kurt Kirton de About.com sostuvo a modo de elogio que remezclas como las de «And Then We Kiss, «Toxic» y «Someday (I Will Understand)», «mantienen su posición en el álbum». D. Spence de IGN señaló que «resuena con todos los clichés que suelen sofocar la música que cruje durante el transcurso de la noche a la mañana en las discotecas de alrededor del mundo».
Paralelamente, Bradley Stern de MTV elogió la remezcla Leama and Moor Remix, al señalar: «Ésta transforma el sentimentalismo de una balada en un completo himno trance. Grandes ritmos, voces tartamudeadas, es una rompe corazones en la pista de baile».

## Video musical

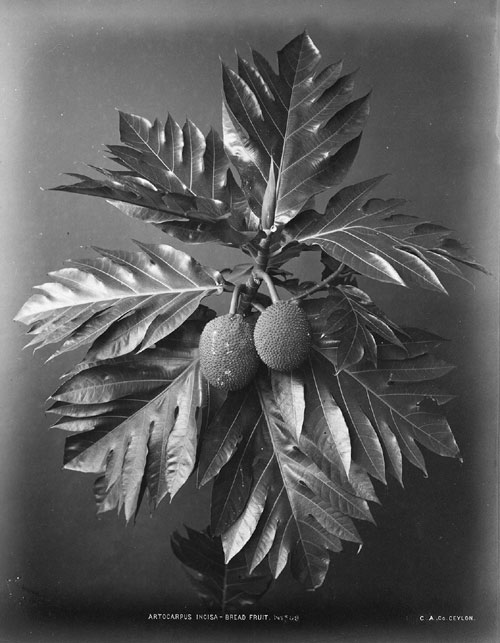
Michael Haussman dirigió el video musical de «Someday (I Will Understand)», el que se editó completamente en blanco y negro.

Spears rodó el video musical de «Someday (I Will Understand)» bajo la dirección de Michael Haussman, con quien trabajó por primera vez. Hasta entonces, Haussman era reconocido por dirigir videos como «Take a Bow» de Madonna (1994). La cantante sostuvo que el director «hizo un gran trabajo al capturar la esencia y el sentimiento de la balada», y que el video tiene «un sentimiento diferente» a cualquiera de sus antecesores. Además, afirmó que el embarazo dio «un giro completo» a su vida, pues conllevó cambios en su cuerpo y alma, tal y como se retrató en el video. El estreno del mismo lo realizó UPN el martes 14 de junio de 2005, tras la emisión de «Veil of Secrecy», el quinto y último episodio de la telerrealidad Britney & Kevin: Chaotic. El video se editó completamente en blanco y negro, y mostró a Spears embarazada, recostada en una cama, caminando descalza por una casa y mirando a través de la ventana a una escultura romana del jardín, mientras cantaba a su hijo que estaba por nacer. El 17 de marzo de 2011, Jive Records publicó el video en la cuenta Vevo de la cantante, donde en marzo de 2013, alcanzó los dos millones de reproducciones, tras ser visitado principalmente por personas de Chile, Portugal y Brasil.
Como parte de su recepción crítica, Leo Ebersole de Chicago Tribune lo llamó «una pieza ficticia» y Dana Alice Heller sostuvo que los vestuarios y los bailes provocativos se reemplazaron por una Spears solitaria y cubierta de tela que evoca una serenidad etérea. Heller además lo comparó a la conversión religiosa Cábala de Madonna, la que también reflejó un cambio de imagen y pensamiento. No obstante, agregó que mientras esta última «tenía 30 años y ya había tenido un matrimonio de primera plana y algunas relaciones fallidas cuando hizo la conversión, para el estreno del video, Spears tenía solo 22 años, por lo que su transformación pareció forzada». Por otro lado, Hayley Butler de Jam! sostuvo: «El video está muy lejos de la manipulación de serpientes y de los sudados y mezquinos videos anteriores de Britney. Luciendo un elegante vestido de seda, ella mira los jardines, se recuesta en la cama y camina descalza, con un vientre en crecimiento». Becky Bain de Idolator indicó que, para el año 2005, «Spears todavía se veía a sí misma como una adolescente, por lo que fue un poco desconcertante verla embarazada, cantando acerca de la maternidad».

## Rendimiento comercial
En septiembre de 2005, «Someday (I Will Understand)» figuró entre los diez primeros éxitos semanales en mercados como Dinamarca, Hungría, Suecia y Suiza; entre los veinte primeros en otros como Bélgica (Región Valona y Región Flamenca), Finlandia y Noruega; y entre los cuarenta primeros en Alemania, Austria y los Países Bajos. No obstante, en Alemania se convirtió en el primer sencillo de Spears que no consiguió situarse entre los veinte primeros lugares, luego de debutar en la vigésima segunda posición, según la edición del 6 de septiembre de 2005 de Media Control Charts. De acuerdo a Oricon, «Someday (I Will Understand)» tampoco consiguió figurar en la lista de sencillos de Japón. Aunque Jive Records no lanzó la balada en los Estados Unidos, hasta agosto de 2010, esta vendió 60 000 descargas en el país, según Nielsen SoundScan.

## Formatos
| Sencillo en CD |                                                               |          |  |
| N.º            | Título                                                        | Duración |  |
| 1.             | «Someday (I Will Understand)»                                 | 3:37     |  |
| 2.             | «Someday (I Will Understand)» (Hi-Bias Signature Radio Remix) | 3:46     |  |

| EP  |                                                               |          |  |
| N.º | Título                                                        | Duración |  |
| 1.  | «Someday (I Will Understand)»                                 | 3:36     |  |
| 2.  | «Someday (I Will Understand)» (Instrumental)                  | 3:36     |  |
| 3.  | «Someday (I Will Understand)» (Hi-Bias Signature Radio Remix) | 3:46     |  |
| 4.  | «Someday (I Will Understand)» (Leama and Moor Remix)          | 9:18     |  |

| EP  |                                                               |          |  |
| N.º | Título                                                        | Duración |  |
| 1.  | «Someday (I Will Understand)»                                 | 3:40     |  |
| 2.  | «Chaotic»                                                     | 3:35     |  |
| 3.  | «Mona Lisa»                                                   | 3:27     |  |
| 4.  | «Over to You Now»                                             | 3:43     |  |
| 5.  | «Someday (I Will Understand)» (Hi-Bias Signature Radio Remix) | 3:47     |  |

| Descarga/Sencillo en CD de The Singles Collection (2009) |                               |          |  |
| N.º                                                      | Título                        | Duración |  |
| 1.                                                       | «Someday (I Will Understand)» | 3:38     |  |
| 2.                                                       | «Mona Lisa»                   | 3:26     |  |

## Posicionamientos en listas

### Listas semanales
| País              | Lista             | Primera semana           | Posición debut | Mejor posición | Semanas en la mejor posición | Semanas en la lista | Última semana            | Ref.   |
| ----------------- | ----------------- | ------------------------ | -------------- | -------------- | ---------------------------- | ------------------- | ------------------------ | ------ |
| Europa            |                   |                          |                |                |                              |                     |                          |        |
| Alemania          | Top 100 canciones | 6 de septiembre de 2005  | 22             | 22             | 1                            | 9                   | 1 de noviembre de 2005   | [ 26 ] |
| Austria           | Top 75 canciones  | 4 de septiembre de 2005  | 34             | 32             | 1                            | 9                   | 30 de octubre de 2005    | [ 30 ] |
| Bélgica (Flandes) | Top 50 canciones  | 3 de septiembre de 2005  | 23             | 17             | 1                            | 7                   | 15 de octubre de 2005    | [ 31 ] |
| Bélgica (Valonia) | Top 50 canciones  | 3 de septiembre de 2005  | 24             | 11             | 1                            | 7                   | 15 de octubre de 2005    | [ 32 ] |
| Dinamarca         | Top 40 canciones  | 6 de septiembre de 2005  | 11             | 8              | 1                            | 7                   | 25 de octubre de 2005    | [ 33 ] |
| Finlandia         | Top 20 canciones  | 6 de septiembre de 2005  | 15             | 15             | 1                            | 1                   | 6 de septiembre de 2005  | [ 34 ] |
| Hungría           | Top 10 canciones  | 18 de septiembre de 2005 | 6              | 6              | 1                            | 2                   | 25 de septiembre de 2005 | [ 35 ] |
| Noruega           | Top 20 canciones  | 13 de septiembre de 2005 | 18             | 18             | 1                            | 4                   | 4 de octubre de 2005     | [ 36 ] |
| Países Bajos      | Top 100 canciones | 27 de agosto de 2005     | 36             | 36             | 1                            | 5                   | 24 de septiembre de 2005 | [ 37 ] |
| Suecia            | Top 60 canciones  | 1 de septiembre de 2005  | 46             | 10             | 1                            | 16                  | 2 de febrero de 2006     | [ 38 ] |
| Suiza             | Top 100 canciones | 4 de septiembre de 2005  | 8              | 8              | 1                            | 11                  | 27 de noviembre de 2005  | [ 25 ] |

## Créditos
- Britney Spears — voz, composición, piano
- Guy Sigsworth — producción
- Sean McGhee — mezcla, sonido, programación
- Chris Hawkes — mezcla, sonido, programación
- Tom Coyne — masterización
- Kate Havnevik — coro

Fuente: